# امباس (گرادو)
امباس (گریدو) (به اسپانیایی: Ambás (Grado)) یک منطقهٔ مسکونی در اسپانیا است که در آستوریاس واقع شده‌است.